# Lupinus crassus
Lupinus crassus là một loài thực vật có hoa trong họ Đậu. Loài này được Payson miêu tả khoa học đầu tiên.